# ArmA 2
Arma 2 — комп'ютерна гра від Bohemia Interactive для PC, яка є продовженням гри Armed Assault. Гра була офіційно оголошена 22 серпня 2007 на виставці Games Convention в Лейпцизі. Автори класифікують гру як симулятор реальних бойових дій.
У США продажі гри почалися з 8 липня 2009 року. Гра «Arma 2» використовує систему захисту «FADE».

## Сюжет
Дія Arma 2 розгортається в 2009 році, на території вигаданої пострадянської країни Чорнорусі (англ. Chernarus).
Громадянська війна триває ось уже два роки в державі Чорнорусі після тривалого періоду політичної дестабілізації. Цьому всьому посприяли сутички між прозахідною коаліцією і комуністично-націоналістичним рухом «Чорноруський рух "Червона Зірка"» (ЧДКЗ, англ. Скор. ChDKZ, «Чодаки»). Після того, як ChDKZ була переможена демократичним крилом на виборах 2008 року, напруга в країні зросла під час так званої «Вересневої Кризи».
За підтримки етнічного російського населення в північній провінції Чорнорусі, повстанці силою спробували знову об'єднати північ Чорнорусі з Росією, але були зупинені антиповстанською операцією «Північний Вітер».
Влітку 2009 сили повстанців, що залишилися відступили до гір на півночі. Восени 2009 «Чодаки» під керівництвом відомого воєначальника на прізвисько «Акула» раптово розгорнули великий наступ на урядові сили. Буквально за кілька тижнів повстанці захопили практично всю північну провінцію і оголосили незалежність.
Після переговорів з Росією про приєднання, коли Москва їм відмовила, вони встановили свій уряд і ввели воєнний стан, при цьому продовжуючи наступати на західну частину країни. Урядові сили зазнали великих втрат, і ситуація стала критичною. Олександр Баранов, прем'єр-міністр Чорнорусі, попросив допомоги у сил НАТО, щоб відновити мир і порядок на території країни.
Альянс повідомляє сили швидкого реагування, і приймається рішення відправити морських піхотинців, щоб запобігти подальшим цивільним втратам в конфлікті між «Чодаками» і залишками сил оборони Чорнорусі. Морські експедиційні війська беруть на себе контроль над ситуацією.
Гравець виступає в ролі члена розвідки команди спецназу морської піхоти США під назвою «Лезо» (англ. Razor).

## Чорнорусь
Дія комп'ютерної гри Arma 2 розгортається в 2009 році, на території вигаданої пост-радянської країни Чорнорусі (англ. Chernarus).
У грі представлена не вся Чорнорусь, а її північно-східна провінція — Південна Загорія (що межує з Північною Загорією, яка входить до складу Росії). Населення — 3 млн етнічних чорнорусів і 800 тис. росіян. Чорноруська мова імітує чеську. Південний і східний береги Чорнорусі омиває Зелене море. Столиця — місто Новиград. Жителі Чорнорусі мають явно чеські імена та прізвища. Bohemia Interactive розробила технологію, яка дозволяє перетворювати реальні дані про висоти і ландшафти в віртуальне представлення. Таким чином, у грі:
- 225 км² реальної місцевості. Гра має дві карти — Загорія і острів Утьос з розташованим неподалік десантним кораблем ВМФ США «Кхесань».
- 1 мільйон об'єктів
- 350 км доріг
- 50 міст і селищ, порти і фабрики
- Живе оточення (цивільні і дика живність)
- Дві великі і кілька малих дамб, а також невеликі озера і ставки.
- Великий військовий аеродром — «Аеродром Вибору» з бетонним покриттям, два малих ґрунтових аеродроми, великий військовий аеродром на Утьосі
- Руїни замку XII століття — «Чортів замок» («Замок диявола») та інші історичні пам'ятки

Місцезнаходження Чорнорусі з моменту виходу гри стало предметом жвавих суперечок. Частково це викликано прагненням знайти прототип цієї країни і дати аналогію подіям гри. Географічно немає району, який би повністю відповідав описам в грі. Простежується мотив військових конфліктів (югославські війни) при розпаді Югославії та Чехословаччини. Так наприклад: Столиця Чорнорусі названа ім'ям Новиград, яке носить реальне місто Хорватії.
Хорватське Загір'я теж є реальною місцевістю, будучи сусідами з Загір'ям в сусідній Албанії та на північному заході Греції
Ігрова Чорнорусь схожа назвою на Чорногорію, розташовану на цій території, і що отримала незалежність у 2006 році — незадовго до виходу гри.
Характерна для Балкан гориста місцевість.
Як і в грі, дані країни омиваються морем з півдня.
У реальних конфліктах брали участь військові НАТО, Росії та ісламські бойовики.
Можлива аналогія з реальною Білоруссю — «Чорнорусь», а також з Північною і Південною Осетією. Так наприклад Північне Загір'я в грі входить до складу РФ, а Південне — до складу Чорнорусі.
Є аналогії з Україною. Наприклад прапор чорноруських військ (нашивка на формі) зовні нагадує прапор України, проте замість жовто-блакитного використовується жовто-зелений прапор. Камуфляж Чорноруської армії такий же, як і в української. Деякі люди називають це пророцтвом так як події розвиваються під тими ж приводами і сценаріями, що трохи підвищило її рейтинг навіть після виходу Arma 3.

## Геймплей
Гра містить реалістичне озброєння, моделі машин, місцевість, балістику зброї, віддачу, перезарядку, пошкодження, рухи персонажів і машин, а також їх швидкість. Наприклад, птахи і комахи реагують на оточення, а місцевість і статичні об'єкти, такі як дерева та будівлі, — руйнуються. У вертольотів реалістичне управління, яке потрібно освоювати. В управлінні повітряною технікою передані найпростіші фізичні принципи руху, причому вони унікальні для кожної моделі. Кампанія проходить в реальному часі, але це не має на увазі постійні бойові дії. Військові тактики також будуть відображати реальний світ, де терпіння, атака з флангів і міцне укриття будуть просто необхідні. З деяких причин, стрибки гравцеві недоступні і замінені на перелізання через перешкоди.
Рівень складності впливає на кількість збережень, також у деяких місіях є автозбереження. Складність налаштовується і містить чотири рівні: Кадет, Солдат, Ветеран і Експерт, які відрізняються бойовими якостями (але не чисельністю і складом) сил ворогів і союзників. На рівні «Кадет» зберігатися можна необмежену кількість разів (але використовуючи один і той же слот), на «Солдат» — 5, Ветеран −3, Експерт −1. Можна також змінювати налаштування складності, наприклад на рівні «Кадет» поставити всі показники на «Експерт» та отримати можливість грати фактично на «експерті», маючи необмежені збереження.
У двох останніх місіях кампанії гравцеві надається режим стратегії. Він включає класичні елементи ігор жанру RTS — за захоплення опорних пунктів противника гравець отримує гроші, на які може будувати базу і набирати юнітів — крім свого, режим дозволяє управляти ще 11 відділеннями, командуючи цілої ротою точно так само, як і окремими бійцями свого відділення. Чисельність кожного відділення — 12 осіб, а якщо воно, наприклад, танкове — то 12 танкістів і, відповідно, 4 танки.

## Технологія
Дана гра використовує ігровий рушій Real Virtuality 3 версії, який значно покращено порівняно з попередньою версією, використовуваної в Arma.
Ось деякі з ключових нововведень:
- Підтримка декількох ядер
- DirectX 9 (шейдери 3-го покоління)
- Рельєфне текстурування
- Паралаксне відображення текстур
- Напівсферичне освітлення
- Вбудована динамічна система спілкування

«Arma 2 вже користується успіхом завдяки ігровому рушію, який безперервно допрацьовувався протягом 10 років і був основою для тренувальних програм в збройних силах по всьому світу.» - Maruk, BIS CEO
Arma 2 буде повністю підтримувати DirectX9, підтримка DirectX10 не планується.